# 42-й Берлинский международный кинофестиваль
42-й Берлинский международный кинофестиваль проходил с 13 по 24 февраля, 1992 года в Берлине.

## Жюри
- Анни Жирардо (председатель жюри)
- Чарльз Чамплин
- Сильвия Чан
- Ильдико Эньеди
- Ирвинг Н. Айверс
- Вольфганг Клауе
- Фернандо Лара
- Эльдар Шенгелая
- Даоиа Шапира
- Михаэль Ферхёвен
- Сюзанна Йорк

## Конкурсная программа
- Повелитель теней, режиссёр Пилар Миро
- Глыба, режиссёр Вадим Гловна
- Багси, режиссёр Барри Левинсон
- Мыс страха, режиссёр Мартин Скорсезе
- Капитан, режиссёр Ян Труэль
- Зимняя сказка, режиссёр Эрик Ромер
- Селин, режиссёр Жан-Клод Бриссо
- Умереть заново, режиссёр Кеннет Брана
- Милая Эмма, дорогая Бёбе – Наброски, обнажённые фигуры, режиссёр Иштван Сабо
- Граница, режиссёр Рикардо П. Ларрейн
- Бензин, еда, жильё, режиссёр Эллисон Андерс
- Большой каньон, режиссёр Лоуренс Кэздан
- Гудрун, режиссёр Ганс В. Гайссендёрфер
- Люминесцентный мох, режиссёр Кэй Кумаи
- Бесконечность, режиссёр Марлен Хуциев
- Ближний круг, режиссёр Андрей Кончаловский
- Долгая зима, режиссёр Хайме Камино
- Наши последние дни, режиссёр Джиллиан Армстронг
- Чуткий сон, режиссёр Пол Шредер
- Обед нагишом, режиссёр Дэвид Кроненберг
- Избранник, режиссёр Михаил Калатозишвили
- Сплошной обман, режиссёр Пол Мурет
- Самостоятельная жизнь, режиссёр Виталий Каневский
- Все утра мира, режиссёр Ален Корно
- Уц, режиссёр Джордж Слёйзер
- Актриса, режиссёр Стэнли Кван

## Награды
- Золотой медведь:
  - Большой каньон, режиссёр Лоуренс Кэздан
- Золотой медведь за лучший короткометражный фильм:
  - Награда не вручалась!
- Серебряный медведь:
- Серебряный медведь за лучшую мужскую роль:
  - Армин Мюллер-Шталь — Уц
- Серебряный медведь за лучшую женскую роль:
  - Мэгги Чун — Актриса
- Серебряный медведь за лучшую режиссуру:
  - Ян Труэль — Капитан
- Серебряный медведь за выдающиеся персональные достижения:
  - Рикардо П. Ларрейн — Граница
- Серебряный медведь за выдающиеся художественные достижения:
  - Хавьер Агирресаробе — Повелитель теней
- Серебряный медведь — специальный приз жюри:
  - Милая Эмма, дорогая Бёбе – Наброски, обнажённые фигуры
- Почётный приз Berlinale Camera Award:
  - Хэл Роач
- Приз Teddy (кино, посвящённое теме сексуальных меньшинств):
- Приз Teddy за лучший короткометражный фильм:
  - Застигнутый за подглядыванием
- Приз Teddy за лучший документальный фильм:
  - Голоса с фронта
- Приз Teddy за лучший художественный фильм:
  - Эдвард II
  - Обморок
  - Одинокие вместе
- Приз Международной федерации кинопрессы (ФИПРЕССИ):
- Приз ФИПРЕССИ (конкурсная программа):
  - Зимняя сказка
- Приз ФИПРЕССИ (программа «Форум»):
  - Эдвард II
  - Жизнь богемы
- Приз ФИПРЕССИ - почётное упоминание:
- Приз ФИПРЕССИ - почётное упоминание (программа «Форум»):
  - Три дня
- Приз экуменического (христианского) жюри:
- Приз экуменического (христианского) жюри (конкурсная программа):
  - Бесконечность
- Приз экуменического (христианского) жюри (программа «Форум»):
  - Весть, посланная Марии
- Приз экуменического (христианского) жюри - особое упоминание:
- Приз экуменического (христианского) жюри - особое упоминание (конкурсная программа):
  - Зимняя сказка
  - Милая Эмма, дорогая Бёбе – Наброски, обнажённые фигуры
- Приз экуменического (христианского) жюри - особое упоминание (программа «Форум»):
  - Три дня
- Приз Альфреда Бауэра:
  - Бесконечность
- Приз Caligari за инновации в Программе молодого кино:
  - Обморок
- Приз Peace Film Award:
  - «Rodina» – значит Родина
- Приз имени Вольфганга Штаудте:
  - Часы и времена
- Приз газеты Berliner Zeitung:
  - Обычный